# STS-85
STS-85 e осемдесет и шестата мисия на НАСА по програмата Спейс шатъл и двадесет и трети полет на совалката Дискавъри.

## Екипаж
| Пост                    | Астронавт                                    |
| ----------------------- | -------------------------------------------- |
| Командир                | Къртис Браун четвърти космически полет       |
| Пилот                   | Кент Роминджър1 трети космически полет       |
| Специалист на мисията 1 | Робърт Кърбийм трети космически полет        |
| Специалист на мисията 2 | Нанси Дейвис трети космически полет          |
| Специалист на мисията 3 | Стивън Робинсън първи космически полет       |
| Специалист на мисията 4 | Бярни Тригвасон (CSA) първи космически полет |

- Броят на полетите е преди и включително тази мисия.

1 Първоначално за пилот на мисията е определен Джефри Ашби, но по негова молба той е освободен, за да се грижи за съпругата си, болна от рак. Лети по-късно с мисия STS-93 на мястото на определения за нея К. Роминджър.

## Полетът
Няколко часа след началото на полета е изведен за автономен полет на отделяемия спътник CRISTA-SPAS (от Cryogenic Infrared Spectrometers and Telescopes for the Atmosphere). Това е неговата втора мисия (първата е STS-66 през 1994 г.) и продължава около 9 денонощия самостоятелен полет. Работата му се състои в проучване на средните слоеве на земната атмосфера. С помощта на 3 специални телескопа и 4 спектрометъра, се измерват следите от газове и динамиката на средната атмосфера, по-специално на концентрацията на озон и озоноразлагащите вещества.
Другата важна задача по време на мисията е тест на японската роботизирана ръка-манипулатор (експеримент Manipulator Flight Demonstration (MFD)). Основната цел е да се демонстрира новия дизайн и възможностите на ръката-робот в космоса, преди да се инсталира на японския експериментален модул (JEM) „Кибо“ на Международната космическа станция.
По време на полета са извършени общо 24 научни изследвания в областта на медицината, екологията и астрономията, както и няколко технологични експеримента.
Мисията приключва успешно, но е удължена с един ден поради падналата мъгла в района на Космическия център „Кенеди“, Флорида.

## Параметри на мисията
- Маса:
  - При старта: ? кг
  - При кацането: ? кг
  - Полезен товар: 9191 кг
- Перигей: 298 км
- Апогей: 309 км
- Инклинация: 27,0°
- Орбитален период: 90.4 мин

## Галерия
- Стартът на мисия STS-85 (40 секунди)
- Спътникът CRISTA-SPAS малко преди захващането от „ръката“ на совалката
- Подготовка за приземяване (30 секунди)
- Кацането на совалката, мисия STS-85 (38 секунди)
- Краят на мисия STS-85